# Atharga, Indi
Atharga là một làng thuộc tehsil Indi, huyện Bijapur, bang Karnataka, Ấn Độ.